# スピン角運動量
スピン角運動量（スピンかくうんどうりょう、英: spin angular momentum）は、電子をはじめとする量子力学上の素粒子や複合粒子の固有の「角運動量」とされる波動特性である。単にスピンとも呼ばれる。
　スピンという呼称こそは古典的な物体のスピンすなわち自転に由来する。量子力学上のスピンには何かが回転しているといった意味は無いが、物体の回転と関わりがあることは否定されていない。単位は古典的スピンと同じ[N m s]や[J s]であり、多くの場合、換算プランク定数 {\displaystyle \hbar } との比である量子数で表す。
　なお、粒子の回転運動に由来する角運動量は軌道角運動量と呼ばれる。スピン角運動量と軌道角運動量の和を全角運動量と呼ぶ。

## 概要
「スピン」という名称は、この概念が広まりはじめた当時、粒子の「自転」のようなものと説明されたという歴史的理由による。このように回転するという解釈は現在は支持されていない。現在の標準模型においては電子はじめとする粒子の質量「点状」とされているため、仮に回転していたとしても物体の回転と比較できるものではないし、古典的な解釈を付け加える必要はなく無意味である。ただし、磁気回転効果により、電子のスピンと物体の回転運動とが関連付けられることは肯定されている。
非相対論的な量子力学において、スピン角運動量はそれ以外のオブザーバブルとは振る舞いを異にする為にスピン角運動量を記述するためだけの理論の修正を迫られる。それに対し相対論的量子力学では、例えばディラック方程式の定義それ自身にスピンの概念が織り込まれているなど、より自然な形でスピンが定式化される。

## スピン量子数
粒子の運ぶスピン角運動量の大きさをスピン量子数という。
- 素粒子のスピン量子数は一定であり方向のみ変化する。
- 荷電粒子のスピン量子数は磁気双極子モーメントに関連付けられる。

### スピン量子数による粒子分類
スピン量子数 s は 1/2を単位として扱われることが常であり、半整数 1/2, 3/2, … になる粒子はフェルミ粒子（フェルミオン）、整数 0, 1, 2, … になる粒子はボース粒子（ボゾン）と区別され、両者の物理的性質は著しく異なる(詳細はそれぞれの項目を参照)。
2016年現在知られている範囲において、
- 素粒子についてはフェルミオンのスピン量子数は全て 1/2 である。
- 同じくボゾンはヒッグス粒子のみスピン量子数が 0 であり、それ以外は 1 である。
- 複合粒子のスピン量子数はそれ以外の値も取りうるが、単純に複合粒子を構成する素粒子のスピン量子数の合計値になるわけではない。例えばヘリウム原子を構成する素粒子である電子やクォークはいずれもフェルミオンであり、したがってそのスピン量子数は半整数であるが、ヘリウム原子のスピン量子数は 0 である。

s の値と統計性の間のこのような関係は、相対論的な場の量子論によって説明できる。

## 歴史
1896年、ナトリウムのスペクトルを観測する実験で、磁場においたD線が2本に分裂することが発見された（ゼーマン効果）。1925年にウーレンベックとゴーズミットは、これは電子がいまだ知られていない2値の量子自由度を持つためと考え、電子が質点ではなく大きさを持ち、かつ電子自身が自転しているのではないか、という仮説をたてた。この仮定では自転の角運動量の大きさが{\displaystyle \hbar /2}であるとし、自転の回転方向が異なるため、公転に伴う角運動量との相互作用でエネルギー準位が2つに分裂したと考えると実験の結果をうまく説明できた。そしてこの自由度を電子のスピン角運動量と呼んだ。
ただし、実際にこの仮定通りスピン角運動量が電子の自転に由来していると考えると、電子が大きさを持ち、かつ光速を超える速度で自転していなければならないことになり、これは特殊相対論と矛盾してしまう。そのため、1925年にラルフ・クローニッヒによって提案されたものの、パウリによって否定されていた。パウリは、自転そのものを考えなければならない古典的な描像を捨て、一般の角運動量 {\displaystyle \hbar {\hat {\mathbf {J} }}} の固有値として半整数の価が許されることに注目し、この半整数の固有値をスピン角運動量とした。
その後発展した標準模型においても、電子は大きさ 0 の質点として扱っても実験的に高い精度で矛盾がなく、電子に内部構造があるか（スピン角運動量などの内部自由度に起源があるか）はわかっていない。

## 数学的導出の方法
本稿では以下、特に断りがない限り非相対論な量子力学に対するスピンの概念について述べる。

### 準備
本節ではまず回転群とユニタリ群について紹介し、次にこれらの概念を使って軌道角運動量の概念を回転対称性の観点から定式化する。本節で軌道角運動量の概念を復習するのは、次節以降、軌道角運動量の定義を参考にしながらスピン角運動量の概念を定式化する為である。

#### 数学の準備
スピン角運動量演算子の定義に必要な数学的知識を簡単に述べる。Rを実数全体の集合、Cを複素数全体の集合とする。3次元空間R3における回転行列全体の集合を
{\displaystyle \mathrm {SO} (3)=\{R\in M_{n,n}(\mathbf {R} )~:~{}^{t}RR=I,~\det R=1\}}
と表記する。ここで {\displaystyle M_{n,n}(\mathbf {R} )} は n 行 n 列の実行列全体の集合であり、I は単位行列であり、tR は R の転置行列である。SO(3) は行列の積に関して群をなすので、SO(3) を3次元回転群という。
SO(3) のように、「滑らかな」構造を持った群をリー群という（厳密な定義はリー群の項目を参照）。特にSO(3) のように行列からなるリー群を行列リー群あるいは単に行列群という。本項で登場するリー群は以下の行列群に限られる。そこで本項ではリー群の一般論を展開するのは避け、以下の行列群に限定して話をすすめる。 以下でVは複素計量ベクトル空間であり、Iは単位行列であり、A*はAのエルミート共役である：
3次元回転群{\displaystyle \mathrm {SO} (3)=\{R\in M_{n,n}(\mathbf {R} )~:~{}^{t}RR=I,~\det R=1\}}    …(G1)
ユニタリ群{\displaystyle \mathrm {U} (V)=\{U~:~V}上の線形写像で、{\displaystyle UU^{*}=I\}}    …(G2)
特殊ユニタリ群{\displaystyle \mathrm {SU} (V)=\{U~:~V}上の線形写像で、{\displaystyle UU^{*}=I,~\mathrm {det} U=1\}}   …(G3)
ベクトル空間VがCnである場合は、U(V)、SU(V)の事をそれぞれU(n)、SU(n)と表記する。
GをSO(3)、U(V)、SU(V)のいずれかとするとき、集合
{\displaystyle {\mathsf {g}}={\Bigg \{}{\operatorname {d} R(t) \over \operatorname {d} t}{\Bigg |}_{t=0}~:~R(t)}は G 上の可微分な曲線で、t=0 のとき単位行列となる{\displaystyle {\Bigg \}}}    …(G4)
をGのリー環と呼び、{\displaystyle {\mathsf {g}}}の元をG上の無限小変換と呼ぶ。リー「環」という名称なのは、{\displaystyle {\mathsf {g}}}が行列の交換子積
{\displaystyle [A,B]=AB-BA}
に関して環をなすからである。SO(3)、U(V)、SU(V)のリー環はそれぞれ、
{\displaystyle {\mathsf {so}}(3)=\{F\in M_{n,n}(\mathbf {R} )~:~{}^{t}F=-F\}}     …(G5)
{\displaystyle {\mathsf {u}}(V)=\{A~:~A}はV上の線形写像で、{\displaystyle A^{*}=-A\}=\{A~:~A}はV上の歪エルミート演算子{\displaystyle \}}    …(G6)
{\displaystyle {\mathsf {su}}(V)=\{A~:~}はV上の線形写像で、{\displaystyle A^{*}=-A,~\mathrm {tr} A=0\}}    …(G7)
である。so(3)が上述した形になるのは以下の理由による。R(t)をSO(3) 上の可微分な曲線で、t=0 のとき単位行列となるものとすると、SO(3) の定義より、
{\displaystyle {}^{t}R(t)R(t)=I}
なので、その t = 0 での微分は
{\displaystyle \left.{{}^{t}\operatorname {d} R(t) \over \operatorname {d} t}\right|_{t=0}+\left.{\operatorname {d} R(t) \over \operatorname {d} t}\right|_{t=0}=0}
を満たす為である。u(V)、su(V)が上述の形になる事も同様の方法で証明できる。なお、ここではVが有限次元の場合を想定したが、無限次元のヒルベルト空間の場合も同様の事が成立する。
{\displaystyle {\mathsf {g}}}をso(3)、u(V)、su(V)のいずれかとし、行列{\displaystyle A\in {\mathsf {g}}}に対しexp(A) を
{\displaystyle \mathrm {exp} (A)=\sum _{n=0}^{\infty }{A^{n} \over n!}}  …(G8)
と定義すると次が成立する：
A∈so(3)、u(V)、su(V)であれば、exp(A) はそれぞれSO(3)、U(V)、SU(V)の元である。    …(G9)
{\displaystyle {\operatorname {d}  \over \operatorname {d} t}{\Bigg |}_{t=0}\exp(tA)=A}      …(G10)
SO(3) に関しては上述の性質を更に具体的に書き表す事ができる。3次元ベクトル x = (x, y, z) ∈ R3に対し、so(3)に属する行列Fxを
{\displaystyle F_{\boldsymbol {x}}={\begin{pmatrix}0&-z&y\\z&0&-x\\-y&x&0\end{pmatrix}}\in {\mathsf {so}}(3)}    …(G11)
と定義すると次が成立する：
exp(Fx) は x を軸とする回転行列で、回転角は軸に対しては右回りに ||x|| ラジアンである。   …(G12)
{\displaystyle [F_{\mathbf {x} },F_{\mathbf {y} }]=F_{\mathbf {x} \times \mathbf {y} }}   …(G13)
ここで「×」はクロス積である。G、HをSO(3)、U(V)、SU(V)のいずれかとし、{\displaystyle {\mathsf {g}}}、{\displaystyle {\mathsf {h}}}をG、Hのリー環とする。（すなわち{\displaystyle {\mathsf {g}}}、{\displaystyle {\mathsf {h}}}はso(3)、u(V)、su(V)のいずれかである）。
{\displaystyle \pi ~:~G\to H}
をGからHへの可微分な準同型写像とする。このときπが誘導する写像π*を
{\displaystyle \pi _{*}~:~{\operatorname {d} R(t) \over \operatorname {d} t}{\Bigg |}_{t=0}\in {\mathsf {g}}}{\displaystyle \mapsto {\operatorname {d} \pi (R(t)) \over \operatorname {d} t}{\Bigg |}_{t=0}\in {\mathsf {h}}}     …(G14)
により定義すると、この写像はwell-definedになる。しかもこの写像はリー環としての準同型写像になることが知られている。すなわち
{\displaystyle \pi _{*}([A,B])=[\pi (A),\pi (B)]}       …(G15)
である。
πが誘導する写像π*と行列の指数関数expは以下の関係を満たす：
任意の{\displaystyle A\in {\mathsf {g}}}に対し、{\displaystyle \pi (\exp(A))=\exp(\pi _{*}(A))}          …(G16)

#### 空間の回転対称性からみた軌道角運動量演算子
（非相対論的な）量子力学において、波動関数全体の集合はヒルベルト空間 {\displaystyle {\mathcal {H}}}として記述可能であり、（スピンを考慮しない）一粒子からなる系の場合、{\displaystyle {\mathcal {H}}} は3次元ユークリッド空間 R3 上のL2 空間と等しい、すなわち
{\displaystyle {\cal {H}}=L^{2}(\mathbf {R} ^{3})}
である。
軌道角運動量演算子は、空間の回転に対する対称性として導出される。 そこで軌道角運動量演算子を導出するため、回転行列によって波動関数がどのように変化するかを調べる。3次元の回転行列全体のなすリー群を SO(3) と書くとき、回転行列 R ∈ SO(3) により座標系を回転したとき、波動関数 ϕ(x) は ϕ(R−1x) に移動する。すなわち、各回転行列 R ∈ SO(3) に対し、波動関数の空間 {\displaystyle L^{2}(\mathbf {R} ^{3})} 上にユニタリ演算子
{\displaystyle \lambda (R)~:~L^{2}(\mathbf {R} ^{3})\to L^{2}(\mathbf {R} ^{3}),~~}{\displaystyle \phi ({\boldsymbol {x}})\mapsto \phi (R^{-1}{\boldsymbol {x}})}
が定義される。
複素計量ベクトル空間V上のユニタリ演算子全体のなす群をU(V)とするとき、回転行列 R に対し複素ベ クトル空間{\displaystyle L^{2}(\mathbf {R} ^{3})} 上のユニタリ演算子 λR を対応させる（連続準同型）写像
{\displaystyle \lambda ~:~R\in \mathrm {SO} (3)\mapsto \lambda (R)\in \mathrm {U} (L^{2}(\mathbf {R} ^{3}))}
を SO(3) の{\displaystyle L^{2}(\mathbf {R} ^{3})}上のユニタリ表現という。
一方、SO(3) に対応する「無限小変換」全体の集合 so(3) を(G1)のように定義し、(G14)に従ってλが誘導する写像λ*を
{\displaystyle \lambda _{*}~:~{\operatorname {d} R(t) \over \operatorname {d} t}{\Bigg |}_{t=0}\in {\mathsf {so}}(3)}{\displaystyle \mapsto {\operatorname {d} \lambda (R(t)) \over \operatorname {d} t}{\Bigg |}_{t=0}\in \{L^{2}(\mathbf {R} ^{3})}上の歪エルミート演算子{\displaystyle \}}
そこで単位ベクトル n = (x, y, z) ∈ R3に対し、Fnを(G11)のように定義し、虚数単位 i と換算プランク定数ħを用いて、
{\displaystyle {\hat {L}}_{\mathbf {n} }}{\displaystyle =i\hbar \lambda _{*}(F_{\mathbf {n} })}　　…(J1)
と定義すると、{\displaystyle {\hat {L}}_{\mathbf {n} }}はL2(R3)上のエルミート演算子になる。この演算子は「無限小回転Fnに対応する演算子」であり、この演算子を軸 n = (x, y, z) ∈ R3の周りの軌道角運動量演算子と呼ぶ。
例えば z 軸の周りの軌道角運動量{\displaystyle {\hat {L}}_{z}} が球面座標系 (r, θ, φ) を用いて
{\displaystyle {\hat {L}}_{z}=-i\hbar {\partial  \over \partial \varphi }}
と表記できる事を以下のように確認できる。ψを任意の波動関数とすると、(G10)、(G12)より
{\displaystyle {\hat {L}}_{z}\psi (r,\theta ,\varphi )}{\displaystyle =i\hbar \lambda _{*}(F_{(1,0,0)})\psi (r,\theta ,\varphi )}{\displaystyle =\lambda _{*}\left({\operatorname {d}  \over \operatorname {d} t}\exp(tF_{(1,0,0)}){\Bigg |}_{t=0}\right)\psi (r,\theta ,\varphi )}{\displaystyle =i\hbar {\operatorname {d} \lambda (\exp(tF_{(1,0,0)})) \over \operatorname {d} t}{\Bigg |}_{t=0}\psi (r,\theta ,\phi )}{\displaystyle =i\hbar {\operatorname {d}  \over \operatorname {d} t}\psi (r,\theta ,\varphi -t){\Bigg |}_{t=0}}{\displaystyle =-i\hbar {\partial  \over \partial \varphi }\psi (r,\theta ,\varphi )}
さらに x 軸、y 軸の周りの軌道角運動量をそれぞれ{\displaystyle {\hat {L}}_{x}}、{\displaystyle {\hat {L}}_{y}}とし、Fx=F(1,0,0)、Fy=F(0,1,0)、Fz=F(0,0,1)とすると、(G15)、(G13)より交換関係
{\displaystyle [{\hat {L}}_{x},{\hat {L}}_{y}]=(i\hbar )^{2}\lambda _{*}([F_{x},F_{y}])=(i\hbar )^{2}\lambda _{*}(F_{z})={\hat {L}}_{z}}
{\displaystyle [{\hat {L}}_{y},{\hat {L}}_{z}]=(i\hbar )^{2}\lambda _{*}([F_{y},F_{z}])=(i\hbar )^{2}\lambda _{*}(F_{x})={\hat {L}}_{x}}
{\displaystyle [{\hat {L}}_{z},{\hat {L}}_{x}]=(i\hbar )^{2}\lambda _{*}([F_{z},F_{x}])=(i\hbar )^{2}\lambda _{*}(F_{z})={\hat {L}}_{y}}
が従う。
2つの軸に関する軌道角運動量演算子は、SO(3) のユニタリ表現 λ によって結ばれる。すなわち、R を回転行列で z 軸を w 軸に移すものとすると、w 軸の周りの軌道角運動量{\displaystyle {\hat {L}}_{w}} は合成写像
{\displaystyle {\hat {L}}_{w}=\lambda (R){\hat {L}}_{z}\lambda (R)^{-1}}
である。

### スピンを考慮した場合の波動関数空間ℋの数学的定式化
前節まで述べたように、軌道角運動量演算子は粒子の位置を表す(x,y,z)による3次元空間上の回転対称性として定義できる。それに対しスピンはそのような定式化ができない。様々な物理実験から、スピンは(x,y,z)とは独立な粒子の第四の内部自由度である事が知られているからである。これが原因で、スピンを考慮した場合、波動関数全体のなすヒルベルト空間 {\displaystyle {\mathcal {H}}} は一粒子系であっても  {\displaystyle {\mathcal {H}}}はL2(R3) とは等しくならない。
したがってスピンを記述するには、スピンの状態ベクトルの空間Vs をL2(R3)とは別個に用意し、
{\displaystyle {\mathcal {H}}=L^{2}(\mathbf {R} ^{3})\otimes V_{s}}
を考える必要がある。ここで添字s ≥ 0は整数もしくは半整数であり、Vsは2s+1 次元の複素計量ベクトル空間である。
一粒子系の波動関数の空間  {\displaystyle {\mathcal {H}}}が上述のように表記できるとき、s をその粒子のスピン量子数という。Vs をスピノール空間、Vs の元をスピノールという。s が整数ではない半整数になるときその粒子をフェルミオンといい、s が整数になるときその粒子をボゾンという。

#### スピンを考慮した波動関数の記述方法
スピンを考慮した波動関数 {\displaystyle \psi \in {\mathcal {H}}=L^{2}(\mathbf {R} ^{3})\otimes V_{s}} の表記には次の2通りが多用される。

##### 成分表示
テンソル積の定義より、波動関数{\displaystyle \psi \in {\mathcal {H}}=L^{2}(\mathbf {R} ^{3})\otimes V_{s}}は
{\displaystyle \psi =\sum _{j}\phi _{j}(x,y,z)\otimes \sigma _{j}}　　　　　…(B1)
という形に成分表示できる。ここで{\displaystyle \phi _{j}(x,y,z)}はL2(R3)の元であり、σj は Vs の元すなわちスピノールである。そこで、
{\displaystyle \varphi _{j}(x,y,z,\sigma ):=\phi _{j}(x,y,z)\otimes \sigma }
と定義すれば、
{\displaystyle \psi =\sum _{j}\varphi _{j}(x,y,z,\sigma _{j})}
である。この形はスピン（を表すスピノール σj ） が (x,y,z) とは独立である事がわかりやすい。

##### スピノール表示
スピンを考慮した波動関数 ψ (B1) に対し、ψ'(x,y,z) を
{\displaystyle \psi '(x,y,z):=\sum _{j}\phi _{j}(x,y,z)\cdot \sigma _{j}\in V_{s}}
と定義する。なお上式の「・」はベクトル σj の各成分にスカラー {\displaystyle \phi _{j}}を乗じるいわゆる内積。スピンなし波動関数が1次元複素計量ベクトル空間 C に値を取るのに対し、ψ'(x,y,z) は 2s+1 次元複素計量ベクトル空間 Vs に値を取る。このように Vs に値を取る波動関数とみなす記述はスピノール表示と呼ばれる。
スピノールを成分表示することがある。e−s, e−(s − 1), …, es − 1, es をVsの基底とするとき、ψ'(x,y,z)は必ず
{\displaystyle \psi '(x,y,z):=\sum _{j}\phi '_{j}(x,y,z)\cdot e_{j}\in V_{s}}
の形で表記できるので、ψ'(x,y,z)はベクトル
{\displaystyle {\begin{pmatrix}\phi '_{-s}(x,y,z)\\\vdots \\\phi '_{s}(x,y,z)\\\end{pmatrix}}}
と成分表示できる。
なお基底 e−s, e−(s − 1), …, es − 1, es は通常、（何らかの軸に関する）スピン演算子に対応した固有ベクトルとする。

##### スピンを考慮した場合のオブザーバブル
量子力学においてスピンを考慮しない場合のオブザーバブル{\displaystyle {\hat {A}}}は、L2(R3) 上のエルミート演算子として定式化されている。スピンを考慮した場合、この演算子{\displaystyle {\hat {A}}}を
{\displaystyle {\hat {A}}\otimes \mathrm {id} ~:~L^{2}(\mathbf {R} ^{3})\otimes V_{s}\to L^{2}(\mathbf {R} ^{3})\otimes V_{s},} {\displaystyle \sum _{j}\phi _{j}(x,y,z)\otimes \sigma _{j}\mapsto \sum _{j}{\hat {A}}(\phi _{j}(x,y,z))\otimes \sigma _{j}}
と同一視する事で、スピンを考慮した波動関数の空間{\displaystyle {\mathcal {H}}=L^{2}(\mathbf {R} ^{3})\otimes V_{s}}上のオブザーバブルとみなす。(ここでidは恒等写像である)。
後述するように、スピン角運動量演算子は、Vs上のエルミート演算子として定式化できるが、これも同種の同一視により、{\displaystyle {\mathcal {H}}=L^{2}(\mathbf {R} ^{3})\otimes V_{s}}上のオブザーバブルとみなす。すなわち{\displaystyle {\hat {S}}}を（何らかの軸に関する）スピン角運動量とするとき、{\displaystyle {\hat {S}}}は
{\displaystyle \mathrm {id} \otimes {\hat {S}}~:~L^{2}(\mathbf {R} ^{3})\otimes V_{s}\to L^{2}(\mathbf {R} ^{3})\otimes V_{s},~~}{\displaystyle \sum _{j}\phi _{j}(x,y,z)\otimes \sigma _{j}\mapsto \sum _{j}\phi _{j}(x,y,z)\otimes {\hat {S}}(\sigma _{j})}
と同一視する。

#### Vs上のユニタリ表現に関する問題
軌道角運動量演算子が{\displaystyle L^{2}(\mathbf {R} ^{3})}上の「無限小回転に対する演算子」として定義可能であったのと同様、スピン角運動量演算子は Vs に対する無限小回転に対する演算子として定義する事ができる。しかしながら、軌道角運動量演算子の定義における{\displaystyle L^{2}(\mathbf {R} ^{3})}を単純に Vs に置き換えただけではスピン角運動量演算子は定義できない。これは次の理由による。
軌道角運動量演算子の場合、3次元回転行列群 SO(3) の{\displaystyle L^{2}(\mathbf {R} ^{3})}上のユニタリ表現
{\displaystyle \lambda (R(t))~:~L^{2}(\mathbf {R} ^{3})\to L^{2}(\mathbf {R} ^{3}),~~\phi ({\boldsymbol {x}})\mapsto \phi (R(t)^{-1}{\boldsymbol {x}})}
を t に関して微分する事で軌道角運動量演算子を定義していた。

したがって軌道角運動量演算子の定義において単純に{\displaystyle L^{2}(\mathbf {R} ^{3})}を Vs に置き換えてスピン角運動量演算子を定義しようとすると、SO(3) の Vs 上のユニタリ表現が必要となる。しかしながら、そのような表現は常に存在するわけではないことが知られている：
定理1 ― 次が成立する：
- sが整数の場合、SO(3) の Vs 上の既約なユニタリ表現が(同型を除いて一意に)存在する。
- s が整数でない半整数の場合、SO(3) のVs 上の既約なユニタリ表現は存在しない。

すなわち上述した方法論では、s が半整数の場合に対してスピン角運動量演算子を定義する事ができない。この問題の解決方法は2つあり、後述するように2つは本質的に同値である。

##### 射影ユニタリ表現を用いた解決
一つ目の解決方法は Vs を直接考えるのではなく、Vs の元を位相の相違を無視する同値関係
{\displaystyle \phi \sim \psi }{\displaystyle {\overset {def}{\iff }}\exists \alpha \in [0,2\pi ]~:~\phi =\mathrm {e} ^{i\alpha }\psi }
で割った空間
{\displaystyle V_{s}/\sim }
を考え、同様にユニタリ演算子に対しても同様の同値関係
{\displaystyle U\sim U'}{\displaystyle {\overset {def}{\iff }}\exists \alpha \in [0,2\pi ]~:~U=\mathrm {e} ^{i\alpha }U'}
により同一視した同値類 [U] を考えるというものである。このユニタリ演算子の同値類全体の集合を
{\displaystyle \mathrm {PU} (V_{s})=\mathrm {U} (V_{s})/\sim }
と表記する。PU(Vs) を Vs 上の射影ユニタリ群、PU(Vs) に属する同値類を Vs 上の射影ユニタリ演算子と呼ぶ。
射影ユニタリ演算子 [U] は Vs / ∼ 上の写像となる事が知られている：
{\displaystyle [U]~:~V_{s}/\sim ~\to ~V_{s}/\sim }
そこでスピン演算子の振る舞いを記述するため、SO(3) のユニタリ表現の代わりに SO(3) の射影ユニタリ表現
{\displaystyle R\in \mathrm {SO} _{3}\mapsto \lambda '(R)\in \mathrm {PU} (V_{s})}
を用いる。

通常のユニタリ表現と違い、射影ユニタリ表現は次を満たす事が知られている
定理2 ― s が整数であっても半整数であっても、SO(3) の Vs 上の既約な射影ユニタリ表現が(同型を除いて一意に)存在する。
よってユニタリ表現の代わりに射影ユニタリ表現を利用する事でスピン角運動量演算子が定義可能である。
本稿では、射影ユニタリ表現を利用したスピン角運動量演算子の定義の詳細は述べない。これは射影ユニタリ表現を使ってスピン演算子を記述している物理の教科書は少ない為である。しかしすでに述べたように、射影ユニタリ表現による解決方法は後述するもう一つの解決方法と本質的に同値なので、もう一つの解決方法を利用したスピン角運動量演算子の定義から射影ユニタリ表現を利用したスピン角運動量演算子の定義を導くことができる。
射影ユニタリ表現による解決方法は、物理的に意味を持たないフェーズで同一視した事を除けば、他のオブザーバブルと類似した形式でスピン角運動量演算子を記述できるため、後述するもう一つの解決と比べ、その物理的意味がわかりやすい事が利点である。

##### スピン群を用いた解決方法
今一つの解決は、SO(3) の代わりに3次元スピン群 Spin(3) を用いるというものである。そこでまず、スピン群の定義と性質を紹介する。n 次元スピン群とは以下の性質を満たす連結な行列群の事である。（このような性質を満たす連結行列群は同型を除いて1つしか存在しない事が知られている）：
可微分準同型写像 Φn: Spin(n) → SO(n) で、2:1 の全射となるものが存在する。　　　…C1
ここでSO(n)はn次元回転行列のなす群である。スピン角運動量の定義に必要なのは、次元が3の場合のスピン群Spin(3)であり、Spin(3)は2次元特殊ユニタリ変換群 SU(2) と同型なことが知られている：
{\displaystyle \mathrm {Spin} (3)\simeq \mathrm {SU} (2)=\{U\in \mathrm {M} _{2,2}(\mathbf {C} )~:~U^{*}U=I,~\mathrm {det} U=1\}}
したがって以下、特に断りがない限り Spin(3) と SU(2) を同一視する。
スピン群の定義より、回転行列 R は何らかのスピン群の元 U を用いて
{\displaystyle R=\Phi _{3}(U)}

と書くことができる。これはすなわち、回転行列 R を直接扱う代わりに、スピン群の元 U により回転が記述可能な事を意味する。そこで SO(3) のユニタリ表現の代わりに Spin(3) のユニタリ表現を考える。SO(3) のユニタリ表現と違い、Spin(3) のユニタリ表現は以下を満たす:
定理3 ― sが整数であっても半整数であっても、Spin(3) の Vs 上の既約なユニタリ表現が(同型を除いて一意に)存在する。
よって SO(3) のユニタリ表現の代わりに Spin(3) のユニタリ表現を利用する事でスピン角運動量演算子が定義可能である。詳細は後述する。

##### 2つの解決方法の同値性
上述した2つの解決方法は、本質的に同値である。これは Spin(3) のユニタリ表現と SO(3) の射影ユニタリ表現が自然に1対1対応する為である。具体的には、πs(S) をスピン群の元 S の Vs 上のユニタリ表現とし、γ(R) を回転行列 R の Vs 上の射影ユニタリ表現とすると、（適切に同型なものと置き換えれば）以下の図式が可換になる。ここで proj は同値類を取る写像。
{\displaystyle {\begin{array}{ccc}\mathrm {Spin} (3)&{\overset {\Phi _{3}}{\longrightarrow }}&\mathrm {SO} (3)\\\pi _{s}{\Big \downarrow }&\circlearrowleft &\gamma {\Big \downarrow }\\\mathrm {U} (V_{s})&{\overset {\text{proj}}{\longrightarrow }}&\mathrm {PU} (V_{s})\end{array}}}

### スピンの定義に用いる空間と関数の具体的表記
以上の議論により、Spin(3)=SU(2)を用いる事でスピン角運動量を定義できる事がわかった。そこで本節では、スピン角運動量の定義に必要となる
- スピノール空間Vs
- 定理3で述べたSpin(3)=SU(2)の既約ユニタリ表現{\displaystyle \pi _{s}~~:~~\mathrm {Spin} (3)\to \mathrm {U} (2)}
- Spin(3)=SU(2)からSO(3)への写像{\displaystyle \Phi _{3}~~:~~\mathrm {Spin} (3)\to \mathrm {SO} (3)}

などを具体的に書き表す。ただし本節ではVsとπsに関しては最も重要なs=1/2の場合を述べるに留める。それ以外のsに関しては後の章を参照されたい。

#### スピン1/2の場合のVsとπsの具体的表記
M2, 2(C) を複素二次正方行列全体の集合とし、I を単位行列とするとき、Spin(3) = SU(2)は2次元ユニタリ変換全体の集合
{\displaystyle U(2)=\{U\in M_{2,2}(\mathbf {C} )~:~U^{*}U=I\}}
の部分集合である。したがって
{\displaystyle V_{1/2}=\mathbf {C} ^{2}}   …(H1)
と定義すると、包含写像
{\displaystyle \mathrm {id} ~:~U\in \mathrm {SU} (2)\mapsto U\in \mathrm {U} (2)}
は Spin(3) = SU(2) の元の V1/2 上のユニタリ表現になっている。このユニタリ表現が、定理3で述べた既約ユニタリ表現の s=1/2 の場合に相当している。すなわち、
{\displaystyle \pi _{1/2}=\mathrm {id} } …(H2)

#### 無限小変換の集合spin(3)=su(2)の具体的表記
軌道角運動量を定義する際SO(3)の無限小変換の集合so(3)が必要になったのと同様の理由で、スピン角運動量の定義にはSpin(3) = SU(2) の「無限小変換」全体の集合spin(3)=su(2)を用いるので、本節ではその具体的形と基本的な性質を調べる。(G4)、(G7)より、
{\displaystyle {\mathsf {spin}}(3)={\mathsf {su}}(2)={\Bigg \{}{\operatorname {d} U(t) \over \operatorname {d} t}{\Bigg |}_{t=0}~:~U(t)}は Spin(3)=SU(2) 上の可微分な曲線で、t=0 のとき単位行列となる{\displaystyle {\Bigg \}}}.{\displaystyle =\{A\in M_{2,2}(\mathbf {C} )~:~A^{*}=-A,~\mathrm {tr} A=0\}}　　...(L1)
である。su(2) 上に内積
{\displaystyle \langle A,B\rangle :=2\mathrm {tr} (AB^{*})}　　　…L2
を定義すると、su(2) は実3次元分の自由度を持った計量ベクトル空間であるとみなせる。
次にsu(2) の基底について述べる。パウリ行列 σ1, σ2, σ3 を
{\displaystyle \sigma _{1}={\begin{pmatrix}0&1\\1&0\\\end{pmatrix}}{\mbox{, }}\quad \sigma _{2}={\begin{pmatrix}0&-i\\i&0\\\end{pmatrix}}{\mbox{, }}\quad \sigma _{3}={\begin{pmatrix}1&0\\0&-1\\\end{pmatrix}}}  …(L3)
により定義し、su(2)の元X1、X2、X3を
{\displaystyle X_{1}=-{i \over 2}\sigma _{1}={1 \over 2}{\begin{pmatrix}0&-i\\-i&0\end{pmatrix}},~~X_{2}=-{i \over 2}\sigma _{1}={1 \over 2}{\begin{pmatrix}0&-1\\1&0\end{pmatrix}},~~X_{3}=-{i \over 2}\sigma _{3}={1 \over 2}{\begin{pmatrix}-i&0\\0&i\end{pmatrix}}}　　　....(L4)
により定義すると、(L1)、(L2)より次が成立することがわかる。
X1、X2、X3はspin(3) = su(2) 上の正規直交基底である。　　　　...(L5)
そこで3次元ベクトルx=(x, y, z)∈R3に対し、
{\displaystyle X_{\mathbf {x} }=xX_{1}+yX_{2}+zX_{3}=-{i \over 2}(x\sigma _{1}+y\sigma _{2}+z\sigma _{3})={1 \over 2}{\begin{pmatrix}-iz&-y-ix\\y-ix&iz\end{pmatrix}}}　　　　…(L6)
と定義すると、写像
{\displaystyle \mathbf {x} \in \mathbf {R} ^{3}{\overset {\sim }{\to }}X_{\mathbf {x} }\in {\mathsf {spin}}(3)}
により{\displaystyle \mathbf {R} ^{3}}  と spin(3) = su(2) を計量ベクトル空間として同一視できる。しかもこの同一視において、以下が成立する：
{\displaystyle X_{\mathbf {x} \times \mathbf {y} }=[X_{\mathbf {x} },X_{\mathbf {y} }]}
ここで「×」はクロス積であり、[A,B] = AB-BAは交換子積である。

#### Spin(3)の元の具体的表記
Spin(3) = SU(2) は、α, β の実数を用いて
{\displaystyle \mathrm {SU} (2)=\left\{{\begin{pmatrix}\alpha &\beta \\-{\bar {\beta }}&{\bar {\alpha }}\end{pmatrix}}{\Bigg |}\alpha ,\beta \in \mathbf {C} ,~|\alpha |^{2}+|\beta |^{2}=1\right\}}  …(X1)
と書き表すことができる事が簡単な計算から従う。
一方、n=(x, y, z)∈R3を単位ベクトルとし、パウリ行列を使って
{\displaystyle \sigma _{\mathbf {n} }=x\sigma _{1}+y\sigma _{2}+z\sigma _{3}}　…(X2)
と定義すると簡単な計算により、
{\displaystyle \sigma _{\mathbf {n} }^{2}=I}
がわかる。よって行列Aに対する指数関数exp(A)を(A3)式のように定義すると、τ ∈ [0,2π]に対し、
{\displaystyle \exp(i\tau \sigma _{\mathbf {n} })=\sum _{j=0}^{\infty }{1 \over j!}(i\tau \sigma _{\mathbf {n} })^{j}}{\displaystyle =\sum _{j~:~{\text{even}}}{(i\tau )^{j} \over j!}I+\sum _{j~:~{\text{odd}}}{(i\tau )^{j} \over j!}\sigma _{\mathbf {n} }}{\displaystyle =\cos(\tau )I+i\sin(\tau )\sigma _{\mathbf {n} }}     ...(X3)
が従う。
{\displaystyle \theta =2\tau }
とすると、(L4)で述べたspin(3)=su(2)の基底を用いてスピン群の元を次のように書き表す事ができる事が、(X1)、(X2)、(X3)からわかる：
Spin(3)=SU(2)の任意の元Uは単位ベクトルn=(x, y, z)∈R3と
θ∈[0,4π]
を用いて
{\displaystyle U=\exp(\theta X_{\mathbf {n} })}
の形で表記可能である。しかもS≠I, −Iであればこのように表記できるn、θは一意である。 ...(X4)

#### Spin(3)からSO(3)への準同型写像Φ3
前の節で述べたように、su(2) は3次元の計量ベクトル空間なので、R3と同一視できる。U ∈ Spin(3) = SU(2)と{\displaystyle Y\in {\mathsf {su}}(2)\simeq \mathbf {R} ^{3}}に対し、UYU−1も{\displaystyle {\mathsf {su}}(2)\simeq \mathbf {R} ^{3}}の元である事が簡単な計算からわかる。しかも線形写像Φ3(U)を
{\displaystyle \Phi _{3}(U)~:~Y\in {\mathsf {su}}(2)\simeq \mathbf {R} ^{3}\mapsto UYU^{-1}\in {\mathsf {su}}(2)\simeq \mathbf {R} ^{3}}
と定義するとΦ3(U)が(L2)で定義された内積と空間の向きを保つ事を簡単な計算で確かめられる。すなわちΦ3(U)は回転変換であるので、Φ3(U)∈SO(3)である。
以上により、Spin(3) から SO(3) への準同型写像
{\displaystyle \Phi _{3}~:~U\in \mathrm {Spin} (3)=\mathrm {SU} (2)\mapsto \Phi _{3}(U)\in \mathrm {SO} (3)}
が定義できた。この Φ3の具体的表記は後の節で述べる。

#### Φ3が誘導する写像(Φ3)*の定義とその具体的表記
(G14)に従い、Φ3が誘導する写像(Φ3)* を、
{\displaystyle (\Phi _{3})_{*}~:~\left.{\mathrm {d} U(t) \over \mathrm {d} t}\right|_{t=0}\in {\mathsf {spin}}(3)={\mathsf {su}}(2)\mapsto \left.{\mathrm {d} \Phi _{3}(U(t)) \over \mathrm {d} t}\right|_{t=0}\in {\mathsf {so}}(3)}…(D1)
により定義する。このとき(Φ3)* は
{\displaystyle (\Phi _{3})_{*}(X_{\mathbf {x} })=F_{\mathbf {x} }}     …(D2)
を満たす。成分で書けば
{\displaystyle {1 \over 2}(\Phi _{3})_{*}{\begin{pmatrix}-iz&-y-ix\\y-ix&iz\end{pmatrix}}={\begin{pmatrix}0&-z&y\\z&0&-x\\-y&x&0\end{pmatrix}}}
である。特に
{\displaystyle (\Phi _{3})_{*}~:~{\mathsf {spin}}(3){\overset {\sim }{\to }}{\mathsf {su}}(2)} …(D3)

は同型写像である。

#### Φ3の具体的表記
(G16)、(D2)より、
{\displaystyle \Phi _{3}(\exp(\theta X_{\mathbf {x} }))=\exp((\Phi _{3})_{*}(\theta X_{\mathbf {x} }))=\exp(\theta F_{\mathsf {x}})}    …(E1)
である。(X4)より、Spin(3)の元は何らかのθ∈[0,4π]を用いて、exp(θXx)の形に書けるので、上式によりΦ3の振る舞いを完全に記述可能である。
しかも
{\displaystyle \Phi _{3}(\exp((\theta +2\pi )X_{\mathbf {n} }))=\exp((\theta +2\pi )F_{\mathbf {n} })}{\displaystyle =\exp(\theta F_{\mathbf {n} })=\Phi _{3}(\exp(\theta X_{\mathbf {n} }))}
であるので、スピン群の定義(C1)で述べた、Φ3が2:1の写像であるという事実が確認できる。
Spin(3)=SU(2)の元の成分表示(X1)を用いると、Φ3は下記のように表示できることも知られている：
{\displaystyle \Phi _{3}{\begin{pmatrix}\alpha &\beta \\-{\bar {\beta }}&-\alpha \end{pmatrix}}={\begin{pmatrix}\mathrm {Re} (\alpha ^{2}-\beta ^{2})&\mathrm {Im} (\alpha ^{2}+\beta ^{2})&-2\mathrm {Re} (\alpha \beta )\\-\mathrm {Im} (\alpha ^{2}-\beta ^{2})&\mathrm {Re} (\alpha ^{2}+\beta ^{2})&2\mathrm {Im} (\alpha \beta )\\2\mathrm {Re} (\alpha {\bar {\beta }})&2\mathrm {Im} (\alpha {\bar {\beta }})&|\alpha |^{2}-|\beta |^{2}\\\end{pmatrix}}}

### スピン角運動量演算子の定義と性質

#### スピン角運動量演算子の定義
以上の準備の元、スピン角運動量を定義する。
{\displaystyle \pi ~:~\mathrm {Spin} (3)\to \mathrm {U} (V_{s})}
を Spin(3)=SU(2) の Vs上の既約ユニタリ表現とする（そのようなユニタリ表現の存在性と（同型を除いた）一意性は定理3で保証される）。なお s=1/2 に対するVs、πs は(H1)、(H2)にすでに記載した。それ以外のsに対するVs、πs は次節以降に後述する。
さらに
{\displaystyle \Phi _{3}~:~\mathrm {Spin} (3)\to \mathrm {SO} (3)}

を(C1)式で述べた、Spin(3) から SO(3)への 2:1 写像とする（この写像の具体的な形は(E1)式を参照）。これらの写像を図にすると以下のとおりである。ここで記号「{\displaystyle G{}^{\curvearrowright }V}」はGがベクトル空間V上の行列群である事を意味する（すなわちGはVに作用する）。
{\displaystyle {\begin{array}{rl}\mathrm {Spin} (3)&{\xrightarrow {~~~~~\pi ~~~~~}}{}\mathrm {U} (V_{s}){}^{\curvearrowright }V_{s}\\\Phi _{3}\downarrow &\\SO(3)&{}^{\curvearrowright }\mathbf {R} ^{3}\end{array}}}
πs が誘導する写像 (πs)*を以下のように定義する：
{\displaystyle \pi _{*}~:~\left.{\operatorname {d} U(t) \over \operatorname {d} t}\right|_{t=0}\in {\mathsf {spin}}(3)={\mathsf {su}}(2)\mapsto \left.{\operatorname {d} \pi _{s}(U(t)) \over \operatorname {d} t}\right|_{t=0}\in \{V_{s}}上のエルミート演算子{\displaystyle \}}     …(F1)
同様に Φ3 が誘導する(Φ3)* を(D1)式のように定義すると、(Φ3)* は(D2)式のように書け、(D3)より
{\displaystyle (\Phi _{3})_{*}~:~{\mathsf {spin}}(3){\overset {\sim }{\to }}{\mathsf {so}}(3)}
である。
単位ベクトル n = (x, y, z) ∈ R3に対し無限小回転 Xn ∈ su(2) を(L6)式のように定義し、合成写像
{\displaystyle X_{\boldsymbol {n}}\in {\mathsf {spin}}(3){\overset {(\pi _{s})_{*}}{\to }}\{V_{s}}上の歪エルミート演算子{\displaystyle \}{\overset {\times i\hbar }{\to }}\{V_{s}}上のエルミート演算子{\displaystyle \}}
によって定まるエルミート演算子
{\displaystyle {\hat {S}}_{\mathbf {n} }=i\hbar \cdot (\pi _{s})_{*}(X_{\mathbf {n} })}      …(F2)
を考えると、(D2)より、
{\displaystyle {\hat {S}}_{\mathbf {n} }=i\hbar \cdot (\pi _{s})_{*}(X_{\mathbf {n} })=i\hbar \cdot (\pi _{s})_{*}((\Phi _{3})_{*}{}^{-1}(F_{\mathbf {n} }))}
と書けるので、{\displaystyle {\hat {S}}_{\mathbf {n} }}は3次元空間上の無限小回転Fnに対応する演算子とみなせる。
この{\displaystyle {\hat {S}}_{\mathbf {n} }}を、nを回転軸にもつスピン角運動量演算子と呼ぶ。

#### スピン角運動量演算子の性質

##### 交換関係
x軸(1,0,0)、y軸(0,1,0)、z軸(0,0,1)∈{\displaystyle \mathbf {R} ^{3}}を回転軸に持つスピン角運動量演算子を{\displaystyle {\hat {S}}_{x},{\hat {S}}_{y},{\hat {S}}_{z}}とすると、
{\displaystyle {\begin{array}{rcl}{\hat {S}}_{x}&=&i\hbar (\pi _{s})_{*}(X_{1})\\{\hat {S}}_{y}&=&i\hbar (\pi _{s})_{*}(X_{2})\\{\hat {S}}_{z}&=&i\hbar (\pi _{s})_{*}(X_{3})\end{array}}}
となる。よって(G15)より、軌道角運動量と同様、以下の交換関係が成り立つ：
{\displaystyle {\begin{aligned}\left[{\hat {S}}_{x},{\hat {S}}_{y}\right]=(i\hbar )^{2}(\pi _{s})_{*}([X_{1},X_{2}])=i\hbar \cdot i\hbar (\pi _{s})_{*}(X_{3})=i\hbar {\hat {S}}_{z}\\\left[{\hat {S}}_{y},{\hat {S}}_{z}\right]=(i\hbar )^{2}(\pi _{s})_{*}([X_{2},X_{3}])=i\hbar \cdot i\hbar (\pi _{s})_{*}(X_{1})=i\hbar {\hat {S}}_{x}\\\left[{\hat {S}}_{z},{\hat {S}}_{x}\right]=(i\hbar )^{2}(\pi _{s})_{*}([X_{3},X_{1}])=i\hbar \cdot i\hbar (\pi _{s})_{*}(X_{2})=i\hbar {\hat {S}}_{y}\end{aligned}}}

##### 回転軸の変更
次に回転軸の異なるスピン角運動量の関係を見る。n、m∈R3を2つの単位ベクトルとし、nとmが回転行列Rにより、
{\displaystyle \mathbf {n} =R\mathbf {m} }
で移り合っていたとする。写像Φ3  :  Spin(3)=SU(2) → SO(3)は２：１の全射であるので、
{\displaystyle R=\Phi _{3}(U)=\Phi _{3}(-U)}
を満たすUが存在する。
スピン角運動量演算子{\displaystyle {\hat {S}}_{\mathbf {n} }}、{\displaystyle {\hat {S}}_{\mathbf {l} }}はその定義より、Vs上のユニタリ演算子であり、両者は
{\displaystyle {\hat {S}}_{\mathbf {n} }=\pi _{s}(U){\hat {S}}_{\mathbf {m} }\pi _{s}(U)^{-1}}

という関係で結ばれる。ここで右辺は{\displaystyle {\hat {S}}_{\mathbf {l} }}とπs(U)の行列としての積である。

#### スピン1/2の場合の具体的表記
スピン量子数sが1/2である場合、スピノール空間は(H1)より
{\displaystyle V_{1/2}=\mathbf {C} ^{2}}
であり、単位ベクトル n = (x, y, z) ∈ R3を回転軸に持つスピン角運動量演算子は、(H2)、(L6)、(F1)、(F2)より、
{\displaystyle {\hat {S}}_{\mathbf {n} }=i\hbar \cdot (\pi _{s})_{*}(X_{\mathbf {n} })=i\hbar \cdot \mathrm {id} (-{i \over 2}(x\sigma _{1}+y\sigma _{2}+z\sigma _{3}))={\hbar  \over 2}(x\sigma _{1}+y\sigma _{2}+z\sigma _{3})}

である。よって特に、
{\displaystyle {\hat {S}}_{x}={\hbar  \over 2}\sigma _{x}={\hbar  \over 2}{\begin{pmatrix}0&&1\\1&&0\end{pmatrix}}}
{\displaystyle {\hat {S}}_{y}={\hbar  \over 2}\sigma _{y}={\hbar  \over 2}{\begin{pmatrix}0&&-i\\i&&0\end{pmatrix}}}
{\displaystyle {\hat {S}}_{z}={\hbar  \over 2}\sigma _{z}={\hbar  \over 2}{\begin{pmatrix}1&&0\\0&&-1\end{pmatrix}}}
{\displaystyle {\hat {S}}_{\mathbf {n} }}はnによらず常に固有値
{\displaystyle {\hbar  \over 2},-{\hbar  \over 2}}
を持つ。
それぞれの規格化された固有ベクトルは、次のとおりとなる。
{\displaystyle {\begin{aligned}&|s_{x,+}\rangle ={\frac {1}{\sqrt {2}}}&{\begin{pmatrix}1\\1\end{pmatrix}},&&|s_{x,-}\rangle ={\frac {1}{\sqrt {2}}}&{\begin{pmatrix}1\\-1\end{pmatrix}}\\&|s_{y,+}\rangle ={\frac {1}{\sqrt {2}}}&{\begin{pmatrix}1\\i\end{pmatrix}},&&|s_{y,-}\rangle ={\frac {1}{\sqrt {2}}}&{\begin{pmatrix}1\\-i\end{pmatrix}}\\&|s_{z,+}\rangle =&{\begin{pmatrix}1\\0\end{pmatrix}},&&|s_{z,-}\rangle =&{\begin{pmatrix}0\\1\end{pmatrix}}\end{aligned}}}

### Spin(3)のユニタリ表現と角運動量
本節では3次元スピン群Spin(3)=SU(2)のユニタリ表現について詳細に述べ、これを土台として軌道角運動量、スピン角運動量、およびそれらの和である全角運動量の性質を調べる。

#### 軌道角運動量と全角運動量のスピン群による表記
nを3次元空間の単位ベクトルするとき、nを回転軸に持つ一粒子の軌道角運動量はSO(3)のユニタリ表現λが誘導する写像λ*と同型写像{\displaystyle (\Phi _{3})_{*}~:~{\mathsf {spin}}(3){\overset {\sim }{\to }}{\mathsf {so}}(3)}を用いて
{\displaystyle {\hat {L}}_{\mathbf {n} }=i\hbar \lambda _{*}(F_{\mathsf {n}})=i\hbar \lambda _{*}\circ (\Phi _{3})_{*}(X_{\mathsf {n}})\in \{L^{2}(\mathbf {R} ^{3})}上のユニタリ演算子{\displaystyle \}}
と表記できる事が(J1)と(D2)から従う。ここで「{\displaystyle \circ }」は関数の合成である。一粒子のスピン角運動量も(F2)から
{\displaystyle {\hat {S}}_{\mathbf {n} }=i\hbar \cdot (\pi _{s})_{*}(X_{\mathbf {n} })\in \{V_{s}}上の歪エルミート演算子{\displaystyle \}}
と定義されていた。
nを回転軸に持つ一粒子の全角運動量演算子{\displaystyle {\hat {J}}_{\mathbf {n} }}を
{\displaystyle {\hat {J}}_{\mathbf {n} }={\hat {L}}_{\mathbf {n} }\otimes \mathrm {id} +\mathrm {id} \otimes {\hat {S}}_{\mathbf {n} }\in \{L^{2}(\mathbf {R} ^{3})\otimes V_{s}}上の歪エルミート演算子{\displaystyle \}}
と定義すると、
{\displaystyle {\hat {J}}_{\mathbf {n} }=i\hbar (\lambda _{*}\circ (\Phi _{3})_{*}\otimes \mathrm {id} +\mathrm {id} \otimes (\pi _{s})_{*})(X_{\mathsf {n}})}
と表記できる。{\displaystyle (\lambda _{*}\circ (\Phi _{3})_{*}\otimes \mathrm {id} +\mathrm {id} \otimes (\pi _{s})_{*})}は
{\displaystyle \rho ~:~\exp(A)\in {\mathsf {Spin}}(3)\to \exp((\lambda _{*}\circ (\Phi _{3})_{*}\otimes \mathrm {id} +\mathrm {id} \otimes (\pi _{s})_{*})(A))\in \{L^{2}(\mathbf {R} ^{3})\otimes V_{s}}上のユニタリ演算子{\displaystyle \}}
が誘導する写像であるので、一粒子に対する軌道角運動量、スピン角運動量、全角運動量のいずれも
{\displaystyle i\hbar \times }(Spin(3)のユニタリ表現が誘導する写像)(Xn) 　　…(K1)
という形で書けている事がわかる。
複数粒子に対する軌道角運動量、スピン角運動量、全角運動量は一粒子のものの和として表記できるので、やはり(K1)の形で表記できる事がわかる。
よってSpin(3)のユニタリ表現の具体的な形を特定する事ができれば、（一粒子もしくは複数粒子に対する）軌道角運動量、スピン角運動量、全角運動量を具体的に書き下す事ができる。そこで本設では、Spin(3)のユニタリ表現を具体的な形で書き下し、Spin(3)のユニタリ表現を使って(K1)の形で表記できる演算子の性質を調べる。

#### Spin(3)のユニタリ表現
u≧0を整数もしくは半整数とし、Wuを2u+1次元の複素計量ベクトル空間とする。具体的には
- 一粒子のスピン角運動量を考える場合は、u=sで、Wuはスピノール空間Vs
- 一粒子の軌道角運動量を考える場合は、WuはL2(R3)の2u+1次元部分空間
- 一粒子の全角運動量を考える場合は、Wuは{\displaystyle L^{2}(\mathbf {R} ^{3})\otimes V_{s}}の2u+1次元部分空間

を想定している。複数粒子の場合も同様である。定理1より、Spin(3)のWs上での既約ユニタリ表現が同型を除いて一意に存在するので、この既約ユニタリ表現を
{\displaystyle D^{u}~:~\mathrm {Spin} (3)\to \mathrm {U} (W_{u})}
と表記する。(H1)、(H2)ですでに述べたように、
{\displaystyle W_{1/2}=\mathbf {C} ^{2}}
{\displaystyle D^{1/2}=\mathrm {id} }
である。
一般のuに対するWuとDuはW1/2とD1/2から構成できる。

##### Wuの構成

###### 対称テンソル積
Wuを構成する準備として、対称テンソル積を定義する。W1/2の2u個のコピーのテンソル積
{\displaystyle W_{1/2}{}^{\otimes 2u}=\underbrace {W_{1/2}\otimes ~\cdots ~\otimes W_{1/2}} _{2u}}
を考え、{\displaystyle W_{1/2}{}^{\otimes 2u}}の元{\displaystyle \psi =\sum _{j}\phi _{j,1}\otimes \cdots \otimes \phi _{j,2u}}に対し、ψの対称化を
{\displaystyle {\mathcal {S}}(\psi ):=\sum _{j}\phi _{j,1}\odot ~\cdots ~\odot \phi _{j,2u}}　{\displaystyle :={1 \over (2u)!}\sum _{j}\sum _{\sigma \in {\mathfrak {S}}_{2u}}\phi _{j,\sigma _{1}}\otimes \cdots \otimes \phi _{j,\sigma _{2u}}}…(M1)
により定義する。ここで{\displaystyle {\mathfrak {S}}_{2u}}は置換群である。すなわち{\displaystyle {\mathcal {S}}(\psi )}は各jに対し、{\displaystyle \phi _{1}\otimes \cdots \otimes \phi _{2''u''}}の添字を入れ替えたもの全ての和を(2u)!で割ったものである。（このように定義してもwell-definedである）。対称化したテンソルを対称テンソルと呼び、対称テンソル全体なす部分ベクトル空間を
{\displaystyle W_{1/2}{}^{\odot 2u}}
と表記する。e0、e1をW1/2=C2の基底とし、
{\displaystyle E_{j}=\underbrace {\mathbf {e} _{0}\odot ~\cdots ~\odot \mathbf {e} _{0}} _{j}\odot \underbrace {\mathbf {e} _{1}\odot ~\cdots ~\odot \mathbf {e} _{1}} _{2u-j}}
と定義すると、E0、…、E2sは明らかに{\displaystyle W_{1/2}{}^{\odot 2u}}の基底となる。したがって{\displaystyle W_{1/2}{}^{\odot 2u}}は2u+1次元である。

###### 定義
Wuを
{\displaystyle W_{u}=W_{1/2}{}^{\odot 2u}}　　　…(M2)
と定義する。

##### Duの構成
U∈Spin(3)に対し、
{\displaystyle (D^{1/2})^{\otimes 2u}(U)~:~W_{1/2}{}^{\otimes 2u}\to W_{1/2}{}^{\otimes 2u}}
を
{\displaystyle \sum _{j}\phi _{j,1}\otimes \cdots \otimes \phi _{j,2u}}{\displaystyle \mapsto \sum _{j}D^{1/2}(U)(\phi _{j,1})\otimes \cdots \otimes D^{1/2}(U)(\phi _{j,2u})}
により定義すると、{\displaystyle (D^{1/2})^{\otimes 2u}(U)}は{\displaystyle W_{1/2}{}^{\otimes 2u}}上の内積を保つ線形写像である。明らかに{\displaystyle (D^{1/2})^{\otimes 2u}(U)}は対称テンソルを対称テンソルに移すので、{\displaystyle (D^{1/2})^{\otimes 2u}(U)}の{\displaystyle W_{u}=W_{1/2}{}^{\odot 2u}}への制限写像を、
{\displaystyle D^{u}(U)=(D^{1/2})^{\otimes 2u}(U)(U)|_{W_{u}}}         …(N1)
と定義する。
{\displaystyle D^{u}(U)}は内積を保つので、これは
{\displaystyle D^{u}(U)\in {\mathsf {U}}(W_{u})}
を意味する。この写像が、求めるべき既約ユニタリ表現である。

#### オブザーバブルとその性質
本節では、前節で定義したSpin(3)の既約ユニタリ表現Duを用いて、オブザーバブルを定義し、そのオブザーバブルの性質を調べる。

##### オブザーバブル
{\displaystyle D^{u}~:~{\mathsf {Spin}}(3)={\mathsf {SU}}(2)\to W_{s}}
が誘導する写像
{\displaystyle (D^{u})_{*}~:~{\mathsf {spin}}(3)={\mathsf {su}}(2)\to W_{u},} {\displaystyle \left.{\operatorname {d} U(t) \over \operatorname {d} t}\right|_{t=0}\mapsto \left.{\operatorname {d} D^{u}(U(t)) \over \operatorname {d} t}\right|_{t=0}}
と3次元空間の単位ベクトル{\displaystyle \mathbf {n} \in {\mathsf {spin}}(3)\simeq \mathbf {R} ^{3}}を用いてオブザーバブル
{\displaystyle {\hat {T}}_{\mathbf {n} }=i\hbar (D^{u})_{*}(X_{\mathbf {n} })}
を定義できる。ここでiは虚数単位であり、Xnは(L6)に定義されたものである。具体的には
- Wuがスピノール空間Vsのときはu=sで、{\displaystyle {\hat {T}}_{\mathbf {n} }}は一粒子のスピン角運動量演算子{\displaystyle {\hat {S}}_{\mathbf {n} }}
- WuがL2(R3)の2u+1次元部分空間のときは、{\displaystyle {\hat {T}}_{\mathbf {n} }}は一粒子の軌道角運動量演算子{\displaystyle {\hat {L}}_{\mathbf {n} }}
- Wuは{\displaystyle L^{2}(\mathbf {R} ^{3})\otimes V_{t}}の2u+1次元部分空間のときは、{\displaystyle {\hat {T}}_{\mathbf {n} }}は一粒子の全角運動量演算子{\displaystyle {\hat {J}}_{\mathbf {n} }}

である。
(Du)*を具体的に書き表す。U(t)を
{\displaystyle X_{\mathbf {n} }=\left.{\operatorname {d} U(t) \over \operatorname {d} t}\right|_{t=0}}
を満たすように取ると、ライプニッツルールと(N1)より
{\displaystyle (D^{u})_{*}(X_{\mathbf {n} })=}{\displaystyle \left.{\operatorname {d} D^{u}(U(t)) \over \operatorname {d} t}\right|_{t=0}=\left.{\operatorname {d}  \over \operatorname {d} t}D^{1/2}\otimes \cdots \otimes D^{1/2}(U(t))\right|_{t=0}}{\displaystyle =\sum _{j=1}^{2u}D^{1/2}(U(t))|_{t=0}\otimes \cdots \otimes {\overset {\overset {j}{\vee }}{\left.{\operatorname {d} D^{1/2}(U(t)) \over \operatorname {d} t}\right|_{t=0}}}\otimes \cdots \otimes D^{1/2}(U(t))|_{t=0}}{\displaystyle =\sum _{j=1}^{2u}I\otimes \cdots \otimes {\overset {\overset {j}{\vee }}{(D^{1/2})_{*}(X_{\mathbf {n} })}}\otimes \cdots \otimes I}
である。ここでIは常に単位行列Iを返す写像である。

##### 固有状態
スピン1/2のときと同様の議論により、オブザーバブルD1/2は２つの固有値
{\displaystyle {\hbar  \over 2},-{\hbar  \over 2}}
を持つので、これらに対応する固有状態をそれぞれ{\displaystyle e_{\mathbf {n} }^{+}}、{\displaystyle e_{\mathbf {n} }^{-}}とし、k = −u, −(u − 1), …, (u − 1), uに対し、
{\displaystyle E_{\mathbf {n} ,k}=c(k)\underbrace {e_{\mathbf {n} }^{+}\cdot ~\cdots ~\cdot e_{\mathbf {n} }^{+}} _{u+k}\cdot \underbrace {e_{\mathbf {n} }^{-}\cdot ~\cdots ~\cdot e_{\mathbf {n} }^{-}} _{u-k}=c(k){\mathcal {S}}(\underbrace {e_{\mathbf {n} }^{+}\otimes \cdots \otimes e_{\mathbf {n} }^{+}} _{u+k}\otimes \underbrace {e_{\mathbf {n} }^{-}\otimes \cdots \otimes e_{\mathbf {n} }^{-}} _{u-k})}{\displaystyle \in W_{1/2}{}^{\odot 2u}=W_{u}}      …(P1)
とする。
ここでc(k)は正規化定数
{\displaystyle c(k)={\sqrt {(2u)! \over (u+k)!(u-k)!}}}       …(P2)
すると、
{\displaystyle {\hat {T}}_{\mathbf {n} }(E_{\mathbf {n} ,k})=i\hbar (D^{u})_{*}(X_{\mathbf {n} })(E_{\mathbf {n} ,k})=c(k)\cdot {\mathcal {S}}(\sum _{j=1}^{2u}(I\otimes \cdots \otimes {\overset {\overset {j}{\vee }}{(D^{1/2})_{*}(X_{\mathbf {n} })}}\otimes \cdots \otimes I)(e_{\mathbf {n} }^{+}\otimes \cdots \otimes e_{\mathbf {n} }^{+}\otimes e_{\mathbf {n} }^{-}\otimes \cdots \otimes e_{\mathbf {n} }^{-}))}{\displaystyle =\hbar c(k)\cdot {\mathcal {S}}(k\cdot e_{\mathbf {n} }^{+}\otimes \cdots \otimes e_{\mathbf {n} }^{+}\otimes e_{\mathbf {n} }^{-}\otimes \cdots \otimes e_{\mathbf {n} }^{-})=k\hbar \cdot E_{\mathbf {n} ,k}}
なので、En,kは固有値{\displaystyle k\hbar }に対応する固有状態である。

##### 昇降演算子
nがx軸、y軸、z軸であるときの{\displaystyle {\hat {T}}_{\mathbf {n} }}を{\displaystyle {\hat {T}}_{x}}、{\displaystyle {\hat {T}}_{y}}、{\displaystyle {\hat {T}}_{z}}とし、
{\displaystyle {\hat {T}}_{+}:={\hat {T}}_{x}+i{\hat {T}}_{y}}
{\displaystyle {\hat {T}}_{-}:={\hat {T}}_{x}-i{\hat {T}}_{y}}
とすると、
{\displaystyle {\hat {T}}_{\pm }(E_{z,k})}{\displaystyle =\hbar {\sqrt {u(u+1)-k(k+1)}}\cdot E_{z,k\pm 1}}

である。

##### クレブシュ–ゴルダン係数
Wu、Wvをそれぞれ2u+1次元、2ｖ+1次元の複素計量ベクトル空間とし、
{\displaystyle D^{u}~:~\mathrm {Spin} (3)\to \mathrm {U} (W_{u})}
{\displaystyle D^{v}~:~\mathrm {Spin} (3)\to \mathrm {U} (W_{v})}
を既約ユニタリ表現としても
{\displaystyle D^{u}\otimes D^{v}~:~\mathrm {Spin} (3)\to \mathrm {U} (W_{u})\otimes \mathrm {U} (W_{v})\subset \mathrm {U} (W_{u}\otimes W_{v})}
は既約ユニタリ表現になるとは限らない。しかし適切に基底を取り替えれば、以下の事実が成り立つ事が知られている：
{\displaystyle W_{u}\otimes W_{v}\simeq \bigoplus _{w=|u-v|}^{u+v}W_{w}}
{\displaystyle D^{u}\otimes D^{v}\simeq \bigoplus _{w=|u-v|}^{u+v}D^{w}}
上式をクレブシュ–ゴルダン分解という。
上式左辺の基底は、
{\displaystyle |u,j_{1}\rangle \otimes |v,j_{2}\rangle }
の形式で記述できる。ここで{\displaystyle |u,j_{1}\rangle }は固有値j1に対応するDuの固有状態である。一方右辺の基底は
{\displaystyle |u,v,w,j\rangle }
の形式で記述できる。ここで{\displaystyle |u,v,w,j\rangle }は{\displaystyle W_{u}\otimes W_{v}}における、固有値jに対応するDwの固有状態である。両者は基底変換で結ばれるので、何らかの係数c(u,v,w,j1,j2,j)を用いて
{\displaystyle |u,v,w,j\rangle =\sum _{w=|u-v|}^{u+v}c(u,v,w,j_{1},j_{2},j)|u,j_{1}\rangle \otimes |v,j_{2}\rangle }
と書ける。c(u,v,w,j1,j2,j)をクレブシュ–ゴルダン係数という。